# Eduard Hilger
Eduard Hilger (* 5. Dezember 1900 in Köln; † 10. Januar 1974 in Heilbronn) war deutscher Fabrikant, Gemeinderat (CDU, FDP) und IHK-Präsident.

## Familie
Hilger heiratete in erster Ehe eine Tochter der Industriellenfamilie Wolff. Der Ehe entstammten die Kinder Helga und Joachim Hilger, die  im Zusammenhang des Grundstücksverkaufs 1941 mit der Verlegung der Fa. Kranen-Wolff aufgrund der „Mischlingseigenschaft“ ihres Vaters als Geschäftsführer, Rückerstattungsansprüche stellten.

## Geschichte

### Fabrikant
Im Jahre 1927 trat er in die Maschinenfabrik Julius Wolff & Co GmbH als Gesellschafter ein, die er von 1938 bis zum Jahre 1963 als Geschäftsführer leitete. Ab 1963 war er als Geschäftsführer der Firma Lucca GmbH tätig. Nach Ende des Zweiten Weltkriegs war er kurzzeitig als einer der Treuhänder mit der Verwaltung der NSU Motorenwerke betraut.

### Politik und Wirtschaft
Außerdem war er in verschiedenen öffentlichen und privaten Unternehmen sowie in verschiedenen Verbänden tätig. So war er im Jahre 1946 als Beirat der Industrie- und Handelskammer Heilbronn (IHK) tätig, von 1946 bis 1952 war er Vizepräsident der IHK. Von 1952 bis 1968 war er Präsident der IHK Heilbronn (Ehrenpräsident). Vom 26. Mai 1946 bis zum 31. Oktober 1971 war er im Heilbronner Gemeinderat und war Fraktionsvorsitzender der CDU von Juli 1946 bis Dezember 1962. Im Jahre 1968 wechselte er von der CDU zur FDP.

## Auszeichnungen
Am 6. Dezember 1965 erhielt er das große Verdienstkreuz der BRD (Bundesverdienstkreuz) und am 29. Juli 1971 den Ehrenring der Stadt Heilbronn. 1996 wurde die Eduard-Hilger-Straße in Heilbronn nach ihm benannt.